# Jean-Baptiste-Augustin de Salignac-Fénelon
Pour les articles homonymes, voir Fénelon (homonymie) et Salignac.
Jean-Baptiste-Augustin de Salignac-Fénelon (1714-1794), abbé de Fénelon, né au manoir de la Poncie à Saint-Jean-d'Estissac en Périgord, était petit-neveu (plutôt cousin au 5e degré) de Fénelon.                                  

## Biographie
Après des études aux Cordeliers de Périgueux, il fut nommé diacre, en 1738, puis ordonné prêtre. C'est alors qu'il partit pour Paris. Il fut aumônier de la reine de France, Marie Leszczynska, puis dirigea un établissement charitable, fondé pour améliorer le sort des petits savoyards à Paris.
Il fut arrêté comme suspect sous la Terreur, et traduit au tribunal révolutionnaire, qui le condamna à mort : tous les savoyards résidant à Paris se rendirent à la Convention pour demander la grâce de celui qu'ils appelaient leur père ; sans succès, Jean-Baptiste-Augustin de Salignac-Fénelon fut guillotiné le 8 juillet 1794.
En son honneur le nom d'Asile-Fénelon a été donné à l'établissement charitable de Vaujours (Seine-Saint-Denis), destiné à élever des enfants pauvres au XIXe siècle.
Il fut le dernier prieur du prieuré de Saint-Sernin-du-Bois, dans lequel il se dépensa particulièrement, améliorant les conditions de vie de ses religieux et augmentant leurs ressources.